# John F. Keeble
John Frederick Keeble (Norwich, 27 agosto 1855 – Norwich, 19 febbraio 1939) è stato un compositore di scacchi inglese.
Compose un centinaio di problemi di vari generi, ma soprattutto di automatto.
Dal 1902 al 1912 fu redattore della rubrica scacchistica del giornale Norwich Mercury.
Di professione era un impiegato di una compagnia ferroviaria. Socio per 61 anni del circolo scacchistico di Norwich, partecipò a qualche torneo di scacchi solo a partire dal 1925, alcuni anni dopo il suo ritiro dal lavoro.
Scrisse il libro "An English Bohemian: A tribute to B.G. Laws", una raccolta di problemi di Benjamin Glover Laws.
Due sue composizioni:
|   | a | b | c | d | e | f | g | h |   |
| 8 | g8 donna del bianco · d7 pedone del nero · c6 cavallo del bianco · e6 torre del bianco · b5 alfiere del nero · e4 pedone del bianco · f4 pedone del nero · e3 re del nero · c2 pedone del bianco · g2 pedone del bianco · e1 re del bianco | g8 donna del bianco · d7 pedone del nero · c6 cavallo del bianco · e6 torre del bianco · b5 alfiere del nero · e4 pedone del bianco · f4 pedone del nero · e3 re del nero · c2 pedone del bianco · g2 pedone del bianco · e1 re del bianco | g8 donna del bianco · d7 pedone del nero · c6 cavallo del bianco · e6 torre del bianco · b5 alfiere del nero · e4 pedone del bianco · f4 pedone del nero · e3 re del nero · c2 pedone del bianco · g2 pedone del bianco · e1 re del bianco | g8 donna del bianco · d7 pedone del nero · c6 cavallo del bianco · e6 torre del bianco · b5 alfiere del nero · e4 pedone del bianco · f4 pedone del nero · e3 re del nero · c2 pedone del bianco · g2 pedone del bianco · e1 re del bianco | g8 donna del bianco · d7 pedone del nero · c6 cavallo del bianco · e6 torre del bianco · b5 alfiere del nero · e4 pedone del bianco · f4 pedone del nero · e3 re del nero · c2 pedone del bianco · g2 pedone del bianco · e1 re del bianco | g8 donna del bianco · d7 pedone del nero · c6 cavallo del bianco · e6 torre del bianco · b5 alfiere del nero · e4 pedone del bianco · f4 pedone del nero · e3 re del nero · c2 pedone del bianco · g2 pedone del bianco · e1 re del bianco | g8 donna del bianco · d7 pedone del nero · c6 cavallo del bianco · e6 torre del bianco · b5 alfiere del nero · e4 pedone del bianco · f4 pedone del nero · e3 re del nero · c2 pedone del bianco · g2 pedone del bianco · e1 re del bianco | g8 donna del bianco · d7 pedone del nero · c6 cavallo del bianco · e6 torre del bianco · b5 alfiere del nero · e4 pedone del bianco · f4 pedone del nero · e3 re del nero · c2 pedone del bianco · g2 pedone del bianco · e1 re del bianco | 8 |
| 7 | g8 donna del bianco · d7 pedone del nero · c6 cavallo del bianco · e6 torre del bianco · b5 alfiere del nero · e4 pedone del bianco · f4 pedone del nero · e3 re del nero · c2 pedone del bianco · g2 pedone del bianco · e1 re del bianco | g8 donna del bianco · d7 pedone del nero · c6 cavallo del bianco · e6 torre del bianco · b5 alfiere del nero · e4 pedone del bianco · f4 pedone del nero · e3 re del nero · c2 pedone del bianco · g2 pedone del bianco · e1 re del bianco | g8 donna del bianco · d7 pedone del nero · c6 cavallo del bianco · e6 torre del bianco · b5 alfiere del nero · e4 pedone del bianco · f4 pedone del nero · e3 re del nero · c2 pedone del bianco · g2 pedone del bianco · e1 re del bianco | g8 donna del bianco · d7 pedone del nero · c6 cavallo del bianco · e6 torre del bianco · b5 alfiere del nero · e4 pedone del bianco · f4 pedone del nero · e3 re del nero · c2 pedone del bianco · g2 pedone del bianco · e1 re del bianco | g8 donna del bianco · d7 pedone del nero · c6 cavallo del bianco · e6 torre del bianco · b5 alfiere del nero · e4 pedone del bianco · f4 pedone del nero · e3 re del nero · c2 pedone del bianco · g2 pedone del bianco · e1 re del bianco | g8 donna del bianco · d7 pedone del nero · c6 cavallo del bianco · e6 torre del bianco · b5 alfiere del nero · e4 pedone del bianco · f4 pedone del nero · e3 re del nero · c2 pedone del bianco · g2 pedone del bianco · e1 re del bianco | g8 donna del bianco · d7 pedone del nero · c6 cavallo del bianco · e6 torre del bianco · b5 alfiere del nero · e4 pedone del bianco · f4 pedone del nero · e3 re del nero · c2 pedone del bianco · g2 pedone del bianco · e1 re del bianco | g8 donna del bianco · d7 pedone del nero · c6 cavallo del bianco · e6 torre del bianco · b5 alfiere del nero · e4 pedone del bianco · f4 pedone del nero · e3 re del nero · c2 pedone del bianco · g2 pedone del bianco · e1 re del bianco | 7 |
| 6 | g8 donna del bianco · d7 pedone del nero · c6 cavallo del bianco · e6 torre del bianco · b5 alfiere del nero · e4 pedone del bianco · f4 pedone del nero · e3 re del nero · c2 pedone del bianco · g2 pedone del bianco · e1 re del bianco | g8 donna del bianco · d7 pedone del nero · c6 cavallo del bianco · e6 torre del bianco · b5 alfiere del nero · e4 pedone del bianco · f4 pedone del nero · e3 re del nero · c2 pedone del bianco · g2 pedone del bianco · e1 re del bianco | g8 donna del bianco · d7 pedone del nero · c6 cavallo del bianco · e6 torre del bianco · b5 alfiere del nero · e4 pedone del bianco · f4 pedone del nero · e3 re del nero · c2 pedone del bianco · g2 pedone del bianco · e1 re del bianco | g8 donna del bianco · d7 pedone del nero · c6 cavallo del bianco · e6 torre del bianco · b5 alfiere del nero · e4 pedone del bianco · f4 pedone del nero · e3 re del nero · c2 pedone del bianco · g2 pedone del bianco · e1 re del bianco | g8 donna del bianco · d7 pedone del nero · c6 cavallo del bianco · e6 torre del bianco · b5 alfiere del nero · e4 pedone del bianco · f4 pedone del nero · e3 re del nero · c2 pedone del bianco · g2 pedone del bianco · e1 re del bianco | g8 donna del bianco · d7 pedone del nero · c6 cavallo del bianco · e6 torre del bianco · b5 alfiere del nero · e4 pedone del bianco · f4 pedone del nero · e3 re del nero · c2 pedone del bianco · g2 pedone del bianco · e1 re del bianco | g8 donna del bianco · d7 pedone del nero · c6 cavallo del bianco · e6 torre del bianco · b5 alfiere del nero · e4 pedone del bianco · f4 pedone del nero · e3 re del nero · c2 pedone del bianco · g2 pedone del bianco · e1 re del bianco | g8 donna del bianco · d7 pedone del nero · c6 cavallo del bianco · e6 torre del bianco · b5 alfiere del nero · e4 pedone del bianco · f4 pedone del nero · e3 re del nero · c2 pedone del bianco · g2 pedone del bianco · e1 re del bianco | 6 |
| 5 | g8 donna del bianco · d7 pedone del nero · c6 cavallo del bianco · e6 torre del bianco · b5 alfiere del nero · e4 pedone del bianco · f4 pedone del nero · e3 re del nero · c2 pedone del bianco · g2 pedone del bianco · e1 re del bianco | g8 donna del bianco · d7 pedone del nero · c6 cavallo del bianco · e6 torre del bianco · b5 alfiere del nero · e4 pedone del bianco · f4 pedone del nero · e3 re del nero · c2 pedone del bianco · g2 pedone del bianco · e1 re del bianco | g8 donna del bianco · d7 pedone del nero · c6 cavallo del bianco · e6 torre del bianco · b5 alfiere del nero · e4 pedone del bianco · f4 pedone del nero · e3 re del nero · c2 pedone del bianco · g2 pedone del bianco · e1 re del bianco | g8 donna del bianco · d7 pedone del nero · c6 cavallo del bianco · e6 torre del bianco · b5 alfiere del nero · e4 pedone del bianco · f4 pedone del nero · e3 re del nero · c2 pedone del bianco · g2 pedone del bianco · e1 re del bianco | g8 donna del bianco · d7 pedone del nero · c6 cavallo del bianco · e6 torre del bianco · b5 alfiere del nero · e4 pedone del bianco · f4 pedone del nero · e3 re del nero · c2 pedone del bianco · g2 pedone del bianco · e1 re del bianco | g8 donna del bianco · d7 pedone del nero · c6 cavallo del bianco · e6 torre del bianco · b5 alfiere del nero · e4 pedone del bianco · f4 pedone del nero · e3 re del nero · c2 pedone del bianco · g2 pedone del bianco · e1 re del bianco | g8 donna del bianco · d7 pedone del nero · c6 cavallo del bianco · e6 torre del bianco · b5 alfiere del nero · e4 pedone del bianco · f4 pedone del nero · e3 re del nero · c2 pedone del bianco · g2 pedone del bianco · e1 re del bianco | g8 donna del bianco · d7 pedone del nero · c6 cavallo del bianco · e6 torre del bianco · b5 alfiere del nero · e4 pedone del bianco · f4 pedone del nero · e3 re del nero · c2 pedone del bianco · g2 pedone del bianco · e1 re del bianco | 5 |
| 4 | g8 donna del bianco · d7 pedone del nero · c6 cavallo del bianco · e6 torre del bianco · b5 alfiere del nero · e4 pedone del bianco · f4 pedone del nero · e3 re del nero · c2 pedone del bianco · g2 pedone del bianco · e1 re del bianco | g8 donna del bianco · d7 pedone del nero · c6 cavallo del bianco · e6 torre del bianco · b5 alfiere del nero · e4 pedone del bianco · f4 pedone del nero · e3 re del nero · c2 pedone del bianco · g2 pedone del bianco · e1 re del bianco | g8 donna del bianco · d7 pedone del nero · c6 cavallo del bianco · e6 torre del bianco · b5 alfiere del nero · e4 pedone del bianco · f4 pedone del nero · e3 re del nero · c2 pedone del bianco · g2 pedone del bianco · e1 re del bianco | g8 donna del bianco · d7 pedone del nero · c6 cavallo del bianco · e6 torre del bianco · b5 alfiere del nero · e4 pedone del bianco · f4 pedone del nero · e3 re del nero · c2 pedone del bianco · g2 pedone del bianco · e1 re del bianco | g8 donna del bianco · d7 pedone del nero · c6 cavallo del bianco · e6 torre del bianco · b5 alfiere del nero · e4 pedone del bianco · f4 pedone del nero · e3 re del nero · c2 pedone del bianco · g2 pedone del bianco · e1 re del bianco | g8 donna del bianco · d7 pedone del nero · c6 cavallo del bianco · e6 torre del bianco · b5 alfiere del nero · e4 pedone del bianco · f4 pedone del nero · e3 re del nero · c2 pedone del bianco · g2 pedone del bianco · e1 re del bianco | g8 donna del bianco · d7 pedone del nero · c6 cavallo del bianco · e6 torre del bianco · b5 alfiere del nero · e4 pedone del bianco · f4 pedone del nero · e3 re del nero · c2 pedone del bianco · g2 pedone del bianco · e1 re del bianco | g8 donna del bianco · d7 pedone del nero · c6 cavallo del bianco · e6 torre del bianco · b5 alfiere del nero · e4 pedone del bianco · f4 pedone del nero · e3 re del nero · c2 pedone del bianco · g2 pedone del bianco · e1 re del bianco | 4 |
| 3 | g8 donna del bianco · d7 pedone del nero · c6 cavallo del bianco · e6 torre del bianco · b5 alfiere del nero · e4 pedone del bianco · f4 pedone del nero · e3 re del nero · c2 pedone del bianco · g2 pedone del bianco · e1 re del bianco | g8 donna del bianco · d7 pedone del nero · c6 cavallo del bianco · e6 torre del bianco · b5 alfiere del nero · e4 pedone del bianco · f4 pedone del nero · e3 re del nero · c2 pedone del bianco · g2 pedone del bianco · e1 re del bianco | g8 donna del bianco · d7 pedone del nero · c6 cavallo del bianco · e6 torre del bianco · b5 alfiere del nero · e4 pedone del bianco · f4 pedone del nero · e3 re del nero · c2 pedone del bianco · g2 pedone del bianco · e1 re del bianco | g8 donna del bianco · d7 pedone del nero · c6 cavallo del bianco · e6 torre del bianco · b5 alfiere del nero · e4 pedone del bianco · f4 pedone del nero · e3 re del nero · c2 pedone del bianco · g2 pedone del bianco · e1 re del bianco | g8 donna del bianco · d7 pedone del nero · c6 cavallo del bianco · e6 torre del bianco · b5 alfiere del nero · e4 pedone del bianco · f4 pedone del nero · e3 re del nero · c2 pedone del bianco · g2 pedone del bianco · e1 re del bianco | g8 donna del bianco · d7 pedone del nero · c6 cavallo del bianco · e6 torre del bianco · b5 alfiere del nero · e4 pedone del bianco · f4 pedone del nero · e3 re del nero · c2 pedone del bianco · g2 pedone del bianco · e1 re del bianco | g8 donna del bianco · d7 pedone del nero · c6 cavallo del bianco · e6 torre del bianco · b5 alfiere del nero · e4 pedone del bianco · f4 pedone del nero · e3 re del nero · c2 pedone del bianco · g2 pedone del bianco · e1 re del bianco | g8 donna del bianco · d7 pedone del nero · c6 cavallo del bianco · e6 torre del bianco · b5 alfiere del nero · e4 pedone del bianco · f4 pedone del nero · e3 re del nero · c2 pedone del bianco · g2 pedone del bianco · e1 re del bianco | 3 |
| 2 | g8 donna del bianco · d7 pedone del nero · c6 cavallo del bianco · e6 torre del bianco · b5 alfiere del nero · e4 pedone del bianco · f4 pedone del nero · e3 re del nero · c2 pedone del bianco · g2 pedone del bianco · e1 re del bianco | g8 donna del bianco · d7 pedone del nero · c6 cavallo del bianco · e6 torre del bianco · b5 alfiere del nero · e4 pedone del bianco · f4 pedone del nero · e3 re del nero · c2 pedone del bianco · g2 pedone del bianco · e1 re del bianco | g8 donna del bianco · d7 pedone del nero · c6 cavallo del bianco · e6 torre del bianco · b5 alfiere del nero · e4 pedone del bianco · f4 pedone del nero · e3 re del nero · c2 pedone del bianco · g2 pedone del bianco · e1 re del bianco | g8 donna del bianco · d7 pedone del nero · c6 cavallo del bianco · e6 torre del bianco · b5 alfiere del nero · e4 pedone del bianco · f4 pedone del nero · e3 re del nero · c2 pedone del bianco · g2 pedone del bianco · e1 re del bianco | g8 donna del bianco · d7 pedone del nero · c6 cavallo del bianco · e6 torre del bianco · b5 alfiere del nero · e4 pedone del bianco · f4 pedone del nero · e3 re del nero · c2 pedone del bianco · g2 pedone del bianco · e1 re del bianco | g8 donna del bianco · d7 pedone del nero · c6 cavallo del bianco · e6 torre del bianco · b5 alfiere del nero · e4 pedone del bianco · f4 pedone del nero · e3 re del nero · c2 pedone del bianco · g2 pedone del bianco · e1 re del bianco | g8 donna del bianco · d7 pedone del nero · c6 cavallo del bianco · e6 torre del bianco · b5 alfiere del nero · e4 pedone del bianco · f4 pedone del nero · e3 re del nero · c2 pedone del bianco · g2 pedone del bianco · e1 re del bianco | g8 donna del bianco · d7 pedone del nero · c6 cavallo del bianco · e6 torre del bianco · b5 alfiere del nero · e4 pedone del bianco · f4 pedone del nero · e3 re del nero · c2 pedone del bianco · g2 pedone del bianco · e1 re del bianco | 2 |
| 1 | g8 donna del bianco · d7 pedone del nero · c6 cavallo del bianco · e6 torre del bianco · b5 alfiere del nero · e4 pedone del bianco · f4 pedone del nero · e3 re del nero · c2 pedone del bianco · g2 pedone del bianco · e1 re del bianco | g8 donna del bianco · d7 pedone del nero · c6 cavallo del bianco · e6 torre del bianco · b5 alfiere del nero · e4 pedone del bianco · f4 pedone del nero · e3 re del nero · c2 pedone del bianco · g2 pedone del bianco · e1 re del bianco | g8 donna del bianco · d7 pedone del nero · c6 cavallo del bianco · e6 torre del bianco · b5 alfiere del nero · e4 pedone del bianco · f4 pedone del nero · e3 re del nero · c2 pedone del bianco · g2 pedone del bianco · e1 re del bianco | g8 donna del bianco · d7 pedone del nero · c6 cavallo del bianco · e6 torre del bianco · b5 alfiere del nero · e4 pedone del bianco · f4 pedone del nero · e3 re del nero · c2 pedone del bianco · g2 pedone del bianco · e1 re del bianco | g8 donna del bianco · d7 pedone del nero · c6 cavallo del bianco · e6 torre del bianco · b5 alfiere del nero · e4 pedone del bianco · f4 pedone del nero · e3 re del nero · c2 pedone del bianco · g2 pedone del bianco · e1 re del bianco | g8 donna del bianco · d7 pedone del nero · c6 cavallo del bianco · e6 torre del bianco · b5 alfiere del nero · e4 pedone del bianco · f4 pedone del nero · e3 re del nero · c2 pedone del bianco · g2 pedone del bianco · e1 re del bianco | g8 donna del bianco · d7 pedone del nero · c6 cavallo del bianco · e6 torre del bianco · b5 alfiere del nero · e4 pedone del bianco · f4 pedone del nero · e3 re del nero · c2 pedone del bianco · g2 pedone del bianco · e1 re del bianco | g8 donna del bianco · d7 pedone del nero · c6 cavallo del bianco · e6 torre del bianco · b5 alfiere del nero · e4 pedone del bianco · f4 pedone del nero · e3 re del nero · c2 pedone del bianco · g2 pedone del bianco · e1 re del bianco | 1 |
|   | a | b | c | d | e | f | g | h |   |

Soluzione:
Chiave:  1. Dd8 !

1. ...f3   2. Dg5# 

1. ...dxc6  2. Dd2# 

1. ...dxe6  2. Dd4# 

|   | a | b | c | d | e | f | g | h |   |
| 8 | g8 alfiere del bianco · a7 re del bianco · c7 pedone del nero · g7 pedone del bianco · c6 pedone del nero · c5 re del nero · e5 pedone del bianco · d4 pedone del nero · d3 pedone del bianco · g2 pedone del nero · h2 pedone del nero · b1 torre del bianco · g1 cavallo del bianco | g8 alfiere del bianco · a7 re del bianco · c7 pedone del nero · g7 pedone del bianco · c6 pedone del nero · c5 re del nero · e5 pedone del bianco · d4 pedone del nero · d3 pedone del bianco · g2 pedone del nero · h2 pedone del nero · b1 torre del bianco · g1 cavallo del bianco | g8 alfiere del bianco · a7 re del bianco · c7 pedone del nero · g7 pedone del bianco · c6 pedone del nero · c5 re del nero · e5 pedone del bianco · d4 pedone del nero · d3 pedone del bianco · g2 pedone del nero · h2 pedone del nero · b1 torre del bianco · g1 cavallo del bianco | g8 alfiere del bianco · a7 re del bianco · c7 pedone del nero · g7 pedone del bianco · c6 pedone del nero · c5 re del nero · e5 pedone del bianco · d4 pedone del nero · d3 pedone del bianco · g2 pedone del nero · h2 pedone del nero · b1 torre del bianco · g1 cavallo del bianco | g8 alfiere del bianco · a7 re del bianco · c7 pedone del nero · g7 pedone del bianco · c6 pedone del nero · c5 re del nero · e5 pedone del bianco · d4 pedone del nero · d3 pedone del bianco · g2 pedone del nero · h2 pedone del nero · b1 torre del bianco · g1 cavallo del bianco | g8 alfiere del bianco · a7 re del bianco · c7 pedone del nero · g7 pedone del bianco · c6 pedone del nero · c5 re del nero · e5 pedone del bianco · d4 pedone del nero · d3 pedone del bianco · g2 pedone del nero · h2 pedone del nero · b1 torre del bianco · g1 cavallo del bianco | g8 alfiere del bianco · a7 re del bianco · c7 pedone del nero · g7 pedone del bianco · c6 pedone del nero · c5 re del nero · e5 pedone del bianco · d4 pedone del nero · d3 pedone del bianco · g2 pedone del nero · h2 pedone del nero · b1 torre del bianco · g1 cavallo del bianco | g8 alfiere del bianco · a7 re del bianco · c7 pedone del nero · g7 pedone del bianco · c6 pedone del nero · c5 re del nero · e5 pedone del bianco · d4 pedone del nero · d3 pedone del bianco · g2 pedone del nero · h2 pedone del nero · b1 torre del bianco · g1 cavallo del bianco | 8 |
| 7 | g8 alfiere del bianco · a7 re del bianco · c7 pedone del nero · g7 pedone del bianco · c6 pedone del nero · c5 re del nero · e5 pedone del bianco · d4 pedone del nero · d3 pedone del bianco · g2 pedone del nero · h2 pedone del nero · b1 torre del bianco · g1 cavallo del bianco | g8 alfiere del bianco · a7 re del bianco · c7 pedone del nero · g7 pedone del bianco · c6 pedone del nero · c5 re del nero · e5 pedone del bianco · d4 pedone del nero · d3 pedone del bianco · g2 pedone del nero · h2 pedone del nero · b1 torre del bianco · g1 cavallo del bianco | g8 alfiere del bianco · a7 re del bianco · c7 pedone del nero · g7 pedone del bianco · c6 pedone del nero · c5 re del nero · e5 pedone del bianco · d4 pedone del nero · d3 pedone del bianco · g2 pedone del nero · h2 pedone del nero · b1 torre del bianco · g1 cavallo del bianco | g8 alfiere del bianco · a7 re del bianco · c7 pedone del nero · g7 pedone del bianco · c6 pedone del nero · c5 re del nero · e5 pedone del bianco · d4 pedone del nero · d3 pedone del bianco · g2 pedone del nero · h2 pedone del nero · b1 torre del bianco · g1 cavallo del bianco | g8 alfiere del bianco · a7 re del bianco · c7 pedone del nero · g7 pedone del bianco · c6 pedone del nero · c5 re del nero · e5 pedone del bianco · d4 pedone del nero · d3 pedone del bianco · g2 pedone del nero · h2 pedone del nero · b1 torre del bianco · g1 cavallo del bianco | g8 alfiere del bianco · a7 re del bianco · c7 pedone del nero · g7 pedone del bianco · c6 pedone del nero · c5 re del nero · e5 pedone del bianco · d4 pedone del nero · d3 pedone del bianco · g2 pedone del nero · h2 pedone del nero · b1 torre del bianco · g1 cavallo del bianco | g8 alfiere del bianco · a7 re del bianco · c7 pedone del nero · g7 pedone del bianco · c6 pedone del nero · c5 re del nero · e5 pedone del bianco · d4 pedone del nero · d3 pedone del bianco · g2 pedone del nero · h2 pedone del nero · b1 torre del bianco · g1 cavallo del bianco | g8 alfiere del bianco · a7 re del bianco · c7 pedone del nero · g7 pedone del bianco · c6 pedone del nero · c5 re del nero · e5 pedone del bianco · d4 pedone del nero · d3 pedone del bianco · g2 pedone del nero · h2 pedone del nero · b1 torre del bianco · g1 cavallo del bianco | 7 |
| 6 | g8 alfiere del bianco · a7 re del bianco · c7 pedone del nero · g7 pedone del bianco · c6 pedone del nero · c5 re del nero · e5 pedone del bianco · d4 pedone del nero · d3 pedone del bianco · g2 pedone del nero · h2 pedone del nero · b1 torre del bianco · g1 cavallo del bianco | g8 alfiere del bianco · a7 re del bianco · c7 pedone del nero · g7 pedone del bianco · c6 pedone del nero · c5 re del nero · e5 pedone del bianco · d4 pedone del nero · d3 pedone del bianco · g2 pedone del nero · h2 pedone del nero · b1 torre del bianco · g1 cavallo del bianco | g8 alfiere del bianco · a7 re del bianco · c7 pedone del nero · g7 pedone del bianco · c6 pedone del nero · c5 re del nero · e5 pedone del bianco · d4 pedone del nero · d3 pedone del bianco · g2 pedone del nero · h2 pedone del nero · b1 torre del bianco · g1 cavallo del bianco | g8 alfiere del bianco · a7 re del bianco · c7 pedone del nero · g7 pedone del bianco · c6 pedone del nero · c5 re del nero · e5 pedone del bianco · d4 pedone del nero · d3 pedone del bianco · g2 pedone del nero · h2 pedone del nero · b1 torre del bianco · g1 cavallo del bianco | g8 alfiere del bianco · a7 re del bianco · c7 pedone del nero · g7 pedone del bianco · c6 pedone del nero · c5 re del nero · e5 pedone del bianco · d4 pedone del nero · d3 pedone del bianco · g2 pedone del nero · h2 pedone del nero · b1 torre del bianco · g1 cavallo del bianco | g8 alfiere del bianco · a7 re del bianco · c7 pedone del nero · g7 pedone del bianco · c6 pedone del nero · c5 re del nero · e5 pedone del bianco · d4 pedone del nero · d3 pedone del bianco · g2 pedone del nero · h2 pedone del nero · b1 torre del bianco · g1 cavallo del bianco | g8 alfiere del bianco · a7 re del bianco · c7 pedone del nero · g7 pedone del bianco · c6 pedone del nero · c5 re del nero · e5 pedone del bianco · d4 pedone del nero · d3 pedone del bianco · g2 pedone del nero · h2 pedone del nero · b1 torre del bianco · g1 cavallo del bianco | g8 alfiere del bianco · a7 re del bianco · c7 pedone del nero · g7 pedone del bianco · c6 pedone del nero · c5 re del nero · e5 pedone del bianco · d4 pedone del nero · d3 pedone del bianco · g2 pedone del nero · h2 pedone del nero · b1 torre del bianco · g1 cavallo del bianco | 6 |
| 5 | g8 alfiere del bianco · a7 re del bianco · c7 pedone del nero · g7 pedone del bianco · c6 pedone del nero · c5 re del nero · e5 pedone del bianco · d4 pedone del nero · d3 pedone del bianco · g2 pedone del nero · h2 pedone del nero · b1 torre del bianco · g1 cavallo del bianco | g8 alfiere del bianco · a7 re del bianco · c7 pedone del nero · g7 pedone del bianco · c6 pedone del nero · c5 re del nero · e5 pedone del bianco · d4 pedone del nero · d3 pedone del bianco · g2 pedone del nero · h2 pedone del nero · b1 torre del bianco · g1 cavallo del bianco | g8 alfiere del bianco · a7 re del bianco · c7 pedone del nero · g7 pedone del bianco · c6 pedone del nero · c5 re del nero · e5 pedone del bianco · d4 pedone del nero · d3 pedone del bianco · g2 pedone del nero · h2 pedone del nero · b1 torre del bianco · g1 cavallo del bianco | g8 alfiere del bianco · a7 re del bianco · c7 pedone del nero · g7 pedone del bianco · c6 pedone del nero · c5 re del nero · e5 pedone del bianco · d4 pedone del nero · d3 pedone del bianco · g2 pedone del nero · h2 pedone del nero · b1 torre del bianco · g1 cavallo del bianco | g8 alfiere del bianco · a7 re del bianco · c7 pedone del nero · g7 pedone del bianco · c6 pedone del nero · c5 re del nero · e5 pedone del bianco · d4 pedone del nero · d3 pedone del bianco · g2 pedone del nero · h2 pedone del nero · b1 torre del bianco · g1 cavallo del bianco | g8 alfiere del bianco · a7 re del bianco · c7 pedone del nero · g7 pedone del bianco · c6 pedone del nero · c5 re del nero · e5 pedone del bianco · d4 pedone del nero · d3 pedone del bianco · g2 pedone del nero · h2 pedone del nero · b1 torre del bianco · g1 cavallo del bianco | g8 alfiere del bianco · a7 re del bianco · c7 pedone del nero · g7 pedone del bianco · c6 pedone del nero · c5 re del nero · e5 pedone del bianco · d4 pedone del nero · d3 pedone del bianco · g2 pedone del nero · h2 pedone del nero · b1 torre del bianco · g1 cavallo del bianco | g8 alfiere del bianco · a7 re del bianco · c7 pedone del nero · g7 pedone del bianco · c6 pedone del nero · c5 re del nero · e5 pedone del bianco · d4 pedone del nero · d3 pedone del bianco · g2 pedone del nero · h2 pedone del nero · b1 torre del bianco · g1 cavallo del bianco | 5 |
| 4 | g8 alfiere del bianco · a7 re del bianco · c7 pedone del nero · g7 pedone del bianco · c6 pedone del nero · c5 re del nero · e5 pedone del bianco · d4 pedone del nero · d3 pedone del bianco · g2 pedone del nero · h2 pedone del nero · b1 torre del bianco · g1 cavallo del bianco | g8 alfiere del bianco · a7 re del bianco · c7 pedone del nero · g7 pedone del bianco · c6 pedone del nero · c5 re del nero · e5 pedone del bianco · d4 pedone del nero · d3 pedone del bianco · g2 pedone del nero · h2 pedone del nero · b1 torre del bianco · g1 cavallo del bianco | g8 alfiere del bianco · a7 re del bianco · c7 pedone del nero · g7 pedone del bianco · c6 pedone del nero · c5 re del nero · e5 pedone del bianco · d4 pedone del nero · d3 pedone del bianco · g2 pedone del nero · h2 pedone del nero · b1 torre del bianco · g1 cavallo del bianco | g8 alfiere del bianco · a7 re del bianco · c7 pedone del nero · g7 pedone del bianco · c6 pedone del nero · c5 re del nero · e5 pedone del bianco · d4 pedone del nero · d3 pedone del bianco · g2 pedone del nero · h2 pedone del nero · b1 torre del bianco · g1 cavallo del bianco | g8 alfiere del bianco · a7 re del bianco · c7 pedone del nero · g7 pedone del bianco · c6 pedone del nero · c5 re del nero · e5 pedone del bianco · d4 pedone del nero · d3 pedone del bianco · g2 pedone del nero · h2 pedone del nero · b1 torre del bianco · g1 cavallo del bianco | g8 alfiere del bianco · a7 re del bianco · c7 pedone del nero · g7 pedone del bianco · c6 pedone del nero · c5 re del nero · e5 pedone del bianco · d4 pedone del nero · d3 pedone del bianco · g2 pedone del nero · h2 pedone del nero · b1 torre del bianco · g1 cavallo del bianco | g8 alfiere del bianco · a7 re del bianco · c7 pedone del nero · g7 pedone del bianco · c6 pedone del nero · c5 re del nero · e5 pedone del bianco · d4 pedone del nero · d3 pedone del bianco · g2 pedone del nero · h2 pedone del nero · b1 torre del bianco · g1 cavallo del bianco | g8 alfiere del bianco · a7 re del bianco · c7 pedone del nero · g7 pedone del bianco · c6 pedone del nero · c5 re del nero · e5 pedone del bianco · d4 pedone del nero · d3 pedone del bianco · g2 pedone del nero · h2 pedone del nero · b1 torre del bianco · g1 cavallo del bianco | 4 |
| 3 | g8 alfiere del bianco · a7 re del bianco · c7 pedone del nero · g7 pedone del bianco · c6 pedone del nero · c5 re del nero · e5 pedone del bianco · d4 pedone del nero · d3 pedone del bianco · g2 pedone del nero · h2 pedone del nero · b1 torre del bianco · g1 cavallo del bianco | g8 alfiere del bianco · a7 re del bianco · c7 pedone del nero · g7 pedone del bianco · c6 pedone del nero · c5 re del nero · e5 pedone del bianco · d4 pedone del nero · d3 pedone del bianco · g2 pedone del nero · h2 pedone del nero · b1 torre del bianco · g1 cavallo del bianco | g8 alfiere del bianco · a7 re del bianco · c7 pedone del nero · g7 pedone del bianco · c6 pedone del nero · c5 re del nero · e5 pedone del bianco · d4 pedone del nero · d3 pedone del bianco · g2 pedone del nero · h2 pedone del nero · b1 torre del bianco · g1 cavallo del bianco | g8 alfiere del bianco · a7 re del bianco · c7 pedone del nero · g7 pedone del bianco · c6 pedone del nero · c5 re del nero · e5 pedone del bianco · d4 pedone del nero · d3 pedone del bianco · g2 pedone del nero · h2 pedone del nero · b1 torre del bianco · g1 cavallo del bianco | g8 alfiere del bianco · a7 re del bianco · c7 pedone del nero · g7 pedone del bianco · c6 pedone del nero · c5 re del nero · e5 pedone del bianco · d4 pedone del nero · d3 pedone del bianco · g2 pedone del nero · h2 pedone del nero · b1 torre del bianco · g1 cavallo del bianco | g8 alfiere del bianco · a7 re del bianco · c7 pedone del nero · g7 pedone del bianco · c6 pedone del nero · c5 re del nero · e5 pedone del bianco · d4 pedone del nero · d3 pedone del bianco · g2 pedone del nero · h2 pedone del nero · b1 torre del bianco · g1 cavallo del bianco | g8 alfiere del bianco · a7 re del bianco · c7 pedone del nero · g7 pedone del bianco · c6 pedone del nero · c5 re del nero · e5 pedone del bianco · d4 pedone del nero · d3 pedone del bianco · g2 pedone del nero · h2 pedone del nero · b1 torre del bianco · g1 cavallo del bianco | g8 alfiere del bianco · a7 re del bianco · c7 pedone del nero · g7 pedone del bianco · c6 pedone del nero · c5 re del nero · e5 pedone del bianco · d4 pedone del nero · d3 pedone del bianco · g2 pedone del nero · h2 pedone del nero · b1 torre del bianco · g1 cavallo del bianco | 3 |
| 2 | g8 alfiere del bianco · a7 re del bianco · c7 pedone del nero · g7 pedone del bianco · c6 pedone del nero · c5 re del nero · e5 pedone del bianco · d4 pedone del nero · d3 pedone del bianco · g2 pedone del nero · h2 pedone del nero · b1 torre del bianco · g1 cavallo del bianco | g8 alfiere del bianco · a7 re del bianco · c7 pedone del nero · g7 pedone del bianco · c6 pedone del nero · c5 re del nero · e5 pedone del bianco · d4 pedone del nero · d3 pedone del bianco · g2 pedone del nero · h2 pedone del nero · b1 torre del bianco · g1 cavallo del bianco | g8 alfiere del bianco · a7 re del bianco · c7 pedone del nero · g7 pedone del bianco · c6 pedone del nero · c5 re del nero · e5 pedone del bianco · d4 pedone del nero · d3 pedone del bianco · g2 pedone del nero · h2 pedone del nero · b1 torre del bianco · g1 cavallo del bianco | g8 alfiere del bianco · a7 re del bianco · c7 pedone del nero · g7 pedone del bianco · c6 pedone del nero · c5 re del nero · e5 pedone del bianco · d4 pedone del nero · d3 pedone del bianco · g2 pedone del nero · h2 pedone del nero · b1 torre del bianco · g1 cavallo del bianco | g8 alfiere del bianco · a7 re del bianco · c7 pedone del nero · g7 pedone del bianco · c6 pedone del nero · c5 re del nero · e5 pedone del bianco · d4 pedone del nero · d3 pedone del bianco · g2 pedone del nero · h2 pedone del nero · b1 torre del bianco · g1 cavallo del bianco | g8 alfiere del bianco · a7 re del bianco · c7 pedone del nero · g7 pedone del bianco · c6 pedone del nero · c5 re del nero · e5 pedone del bianco · d4 pedone del nero · d3 pedone del bianco · g2 pedone del nero · h2 pedone del nero · b1 torre del bianco · g1 cavallo del bianco | g8 alfiere del bianco · a7 re del bianco · c7 pedone del nero · g7 pedone del bianco · c6 pedone del nero · c5 re del nero · e5 pedone del bianco · d4 pedone del nero · d3 pedone del bianco · g2 pedone del nero · h2 pedone del nero · b1 torre del bianco · g1 cavallo del bianco | g8 alfiere del bianco · a7 re del bianco · c7 pedone del nero · g7 pedone del bianco · c6 pedone del nero · c5 re del nero · e5 pedone del bianco · d4 pedone del nero · d3 pedone del bianco · g2 pedone del nero · h2 pedone del nero · b1 torre del bianco · g1 cavallo del bianco | 2 |
| 1 | g8 alfiere del bianco · a7 re del bianco · c7 pedone del nero · g7 pedone del bianco · c6 pedone del nero · c5 re del nero · e5 pedone del bianco · d4 pedone del nero · d3 pedone del bianco · g2 pedone del nero · h2 pedone del nero · b1 torre del bianco · g1 cavallo del bianco | g8 alfiere del bianco · a7 re del bianco · c7 pedone del nero · g7 pedone del bianco · c6 pedone del nero · c5 re del nero · e5 pedone del bianco · d4 pedone del nero · d3 pedone del bianco · g2 pedone del nero · h2 pedone del nero · b1 torre del bianco · g1 cavallo del bianco | g8 alfiere del bianco · a7 re del bianco · c7 pedone del nero · g7 pedone del bianco · c6 pedone del nero · c5 re del nero · e5 pedone del bianco · d4 pedone del nero · d3 pedone del bianco · g2 pedone del nero · h2 pedone del nero · b1 torre del bianco · g1 cavallo del bianco | g8 alfiere del bianco · a7 re del bianco · c7 pedone del nero · g7 pedone del bianco · c6 pedone del nero · c5 re del nero · e5 pedone del bianco · d4 pedone del nero · d3 pedone del bianco · g2 pedone del nero · h2 pedone del nero · b1 torre del bianco · g1 cavallo del bianco | g8 alfiere del bianco · a7 re del bianco · c7 pedone del nero · g7 pedone del bianco · c6 pedone del nero · c5 re del nero · e5 pedone del bianco · d4 pedone del nero · d3 pedone del bianco · g2 pedone del nero · h2 pedone del nero · b1 torre del bianco · g1 cavallo del bianco | g8 alfiere del bianco · a7 re del bianco · c7 pedone del nero · g7 pedone del bianco · c6 pedone del nero · c5 re del nero · e5 pedone del bianco · d4 pedone del nero · d3 pedone del bianco · g2 pedone del nero · h2 pedone del nero · b1 torre del bianco · g1 cavallo del bianco | g8 alfiere del bianco · a7 re del bianco · c7 pedone del nero · g7 pedone del bianco · c6 pedone del nero · c5 re del nero · e5 pedone del bianco · d4 pedone del nero · d3 pedone del bianco · g2 pedone del nero · h2 pedone del nero · b1 torre del bianco · g1 cavallo del bianco | g8 alfiere del bianco · a7 re del bianco · c7 pedone del nero · g7 pedone del bianco · c6 pedone del nero · c5 re del nero · e5 pedone del bianco · d4 pedone del nero · d3 pedone del bianco · g2 pedone del nero · h2 pedone del nero · b1 torre del bianco · g1 cavallo del bianco | 1 |
|   | a | b | c | d | e | f | g | h |   |

Soluzione:
1. Aa2 !  (min. 2. g8=D, 3. Dc4/f8#)